# Службова зброя
Службова зброя — це зброя (зазвичай вогнепальна), яка видається людям певних професій (міліція, поліція, прокуратура, озброєна охорона тощо) для самооборони і службових завдань. Вона має певні обмеження в порівнянні з бойовою зброєю (за калібром і номенклатурою застосовуваних боєприпасів, вражаючою дією кулі, місткістю магазина і ін.).

## Службова зброя в Білорусі
Згідно з законодавством Республіки Білорусь, службова зброя — це зброя, призначена для використання працівниками юридичних осіб з особливими статутними завданнями, яким дозволено носіння, зберігання і застосування зазначеної зброї, з метою самооборони або для виконання покладених на них обов'язків щодо захисту життя і здоров'я громадян, власності , з охорони навколишнього середовища і природних ресурсів, цінних і небезпечних вантажів, спеціальної кореспонденції, для виконання покладених на них державно значущих завдань, а також - посадовими особами державних військових формувань і воєнізованих організацій, митних органів та органів прокуратури. Службова зброя повинна заряджатися стандартними боєприпасами, виключати ведення стрільби чергами, мати відмінності від бойової по типорозміру патронника, а також мати місткість магазина (барабана) не більше 10 патронів. Кулі патронів до вогнепальної гладкоствольної та нарізної короткоствольної зброї не повинні мати сердечники з твердих матеріалів. Громадянам забороняється мати у власності службову зброю, за винятком нагородної. До службової зброї відносяться:
- пістолети і револьвери калібром не більше 9,3 мм:

- пістолет ІЖ—71, револьвери Р—92С, ДОГ—1 і РСЛ-1.

- довгоствольна гладкоствольна і нарізна зброя (рушниці, карабіни і гвинтівки з довжиною ствола не менше 500 мм).
- сигнальна зброя[2]

## Службова зброя в Болгарії
Згідно з законодавством Республіки Болгарія, службова вогнепальна зброя (болг. «огнестрелните оръжия за служебни цели») — це пістолети і револьвери з довжиною ствола до 30 сантиметрів і гладкоствольні рушниці з довжиною ствола до 51 сантиметра, які дозволено застосовувати для охорони власності, самозахисту та інших дозволених законом цілей. Законодавство не встановлює обмежень на калібр зброї, але обмежує кількість боєприпасів.

## Службова зброя в Казахстані
Згідно з законодавством Республіки Казахстан, службова зброя — це зброя, призначена для використання в цілях забезпечення особистої безпеки політичними державними службовцями, депутатами Парламенту Республіки Казахстан, прокурорами, а також організаціями з особливими статутними завданнями при здійсненні покладених на них законодавством завдань щодо захисту життя і здоров'я громадян , власності, з охорони об'єктів навколишнього середовища і природних ресурсів, цінних і небезпечних вантажів, спеціальної кореспонденції. Службова зброя повинна виключати ведення вогню чергами. До службової зброї відноситься:
- вогнепальна короткоствольна гладкоствольна і нарізна зброя (пістолети і револьвери), перелік моделей яких затверджує уряд[5];
- довгоствольна гладкоствольна і нарізна зброя (рушниці, карабіни і гвинтівки з довжиною ствола не менше 500 мм).
- також, охоронці можуть озброюватися цивільною вогнепальною безствольною зброєю з патронами травматичної дії або сертифікованою електричною зброєю[6].

## Службова зброя в Киргизстані
Згідно з законодавством Киргизстані, службова зброя — це зброя, призначена для використання посадовими особами державних органів і працівниками підприємств і організацій (юридичних осіб з особливими статутними завданнями), яким дозволено носіння, зберігання і застосування цієї зброї в цілях самооборони або для виконання покладених на них законом по обов'язків захисту життя і здоров'я громадян, власності, з охорони природи і природних ресурсів, цінних і небезпечних вантажів, спеціальної кореспонденції. Службова зброя повинна виключати ведення вогню чергами, нарізна службова зброя повинна мати відмінності від бойової ручної стрілецької зброї за типами та розмірами патрона, а від цивільного - по следоутворенню на пулі і гільзі. Місткість магазина (барабана) службової зброї повинна бути не більше 10 патронів. Патрони до службової зброї повинні відповідати вимогам державних стандартів Киргизької Республіки і не можуть мати кулі з сердечником з твердих металів. Установка на службову зброю пристроїв для безшумної стрільби і прицілів (прицільних комплексів) нічного бачення забороняється. До службової зброї відноситься:
- вогнепальна короткоствольна гладкоствольна і нарізна зброя з дуловою енергією не більше 300 Дж (пістолети і револьвери);
- довгоствольна гладкоствольна зброя (рушниці з довжиною ствола не менше 400 мм).

## Службова зброя в Україні
В українському законодавстві міститься поняття «службово-штатна зброя».
Станом на липень 1998 року, співробітники приватних охоронних структур озброювалися газовими або пневматичними пістолетами і газовими балончиками.
18 жовтня 2012 року в Україні набрав чинності закон «Про охоронну діяльність», який дозволив працівникам приватних охоронних фірм використовувати травматичну зброю і спецзасоби (сльозогінний газ, гумові палиці і наручники). У лютому 2013 року співробітникам приватних охоронних структур дозволили використовувати газові пістолети і револьвери калібру 6, 8 і 9 мм